# Theridion swarczewskii
Theridion swarczewskii là một loài nhện trong họ Theridiidae.
Loài này thuộc chi Theridion. Theridion swarczewskii được miêu tả năm 1902 bởi Wierzbicki.